# Ефіопіка
Ефіопіка, або Ефіопські історії про Теагена і Харіклею — давньогрецький роман, написаний Геліодором з Емеси.
Роман «Ефіопські історії про Теагена і Харіклею» займає особливе місце в історії грецького роману. Він належить до типу любовно-пригодницького оповідання дуже складної і обдуманої композиції. За прикладом Гомера, автор одразу вводить читача в самий центр подій, а про попередні події ми дізнаємося згодом в ході оповідання з розмов і визнань героїв. Автор розпочинає історію своєї закоханої пари — Теагена й Харіклеї — не з оповідання про те, як вони зустрілися, покохали одно одного, а з моменту найвищого напруження дії. Подібна композиція дозволяє тримати читача в постійній напрузі, і роман читається з неослабним інтересом. Його підтримують навмисно використовувані автором затримки розвитку дії, непередбачені повороти сюжету, переривання нитки оповідання на самому цікавому місці, переплетення мотивів, що утворить струнка єдність. Роман відзначається більшим нахилом автора до фантастичних географічних і етнографічних описів.

## Сюжет
Сюжет роману Геліодора становить історія юної ефіопської царівни, кинутою своєю матір'ю. Привезена в Дельфи і вихована там греком Харіклом, Харіклея стала жрицею Артеміди. Побачивши прекрасного Теагена, вона покохала його. Закохана пара — Теаген і Харіклея, яких ми спочатку зустрічаємо в полоні у розбійників, далі визволяються, мандрують і втрачають одно одного в своїх мандруваннях, потрапляють у новий полон і сходяться аж у кінці роману, що складається з десятьох частин (книг), після того, як Харіклея знаходить своїх батьків, Гідаспа й Персіну, які царюють на той час в Ефіопії. Молоді люди, однак, з'являються там як невідомі мандрівники. Дізнавання відбувається лише тоді, коли відповідно до місцевого звичаю, вони повинні бути принесені в жертву богові Сонця.
Їм вдається уникнути смерті, батьки радісно приймають знову знайдену дочку і віддають її в дружини Теагену. А у своїй країні відтепер скасовують криваві жертвоприносини. В образі бога Сонця, що сприймається як універсальне божество й ототожнюється з Аполлоном, вбачається вплив Сходу. У романі знаходить висвітлення й астрологія того часу, віра в сни і магія, любовно-авантюрний сюжет з'єднаний з релігійно-філософськими мотивами. Безвинність і бездоганна моральність головної героїні у візантійську епоху змусили говорити про дидактичний і моралізаторський характер твору і призвели до алегоричного його тлумачення як переможної боротьби розуму з пристрастями і дурними схильностями. Складність перипетій, безліч вставних епізодів, навмисна заплутаність плану — все це доводить, що автор найбільше піклується про зовнішню зацікавленість: очевидно, вже існували такі читачі, які потребували штучних засобів збуджувати інтерес до читання.

## Визнання
Роман Геліодора мав неймовірний успіх в античному світі й у Європі нового часу. Він був улюбленим читанням візантійців. Скаліґер, автор знаменитої Поетики, ставив його вище за Енеїду, його високо цінував Монтень, а Сервантес написав за зразком Ефіопіки твір Подорожі Персілеса та Сигізмунди. Серед послідовників Геліодора можна назвати також Кальдерона, Торквато Тассо, Мадлен де Скюдері. Сцени з роману Геліодора писав Рафаель. Його цитував Шекспір. Расін знав роман напам'ять. Безліч наслідувань романові Геліодора з'явилося у галантній літературі Франції і Німеччині XVII–XVIII ст.